# Klapperralle
Die Mangroveralle, auch Klapperralle genannt, (Rallus longirostris) ist ein mittelgroßer,  bodenlebender Vogel aus der Familie der Rallen. Sie bevorzugt Lebensräume in der Nähe von Wasser und ist vor allem in Salz- und Brackwassermarschen der Tropen und Subtropen zu finden, kommt aber auch in Süßwassermarschen vor. Ihr Verbreitungsgebiet reicht von den Küsten Kaliforniens über Zentralamerika und die Karibik bis nach Südamerika. Der Vogel wurde erstmals im Jahr 1783 vom niederländische Arzt und Naturforscher Pieter Boddaert beschrieben.

## Aussehen und Stimme
Klapperrallen sind zwischen 31 und 40 Zentimeter groß. Männliche Exemplare erreichen ein Gewicht zwischen 300 und 350 Gramm und weibliche ein Gewicht zwischen 250 und 300 Gramm. In ihrem Federkleid unterscheidet sich die Unterart longirostris durch eine hellere Färbung von Unterarten wie obsoletus, levipes und scotti, deren Federn entweder braun oder oliv gefärbt sind. Das Juvenilkleid ist dunkler gefärbt (bei einigen Unterarten bis hin zu schwarz), mit weißen Federn im Bauchbereich. Unterscheiden lassen sich die verschiedenen Unterarten vor allem anhand ihrer Größe und der Färbung ihres Gefieders, etwa anhand des Ausmaßes an Graufärbung des Zügel- und Wangenbereichs. 
Die Stimme der Klapperralle gleicht derjenigen der Königsralle (Rallus elegans). Das Stimmrepertoire reicht von langsam vorgetragenen schnarrenden oder grunzenden Lauten bis hin zu Serien von schnellen „kek“-Lauten.

## Verbreitung und Lebensraum
Die Verbreitung der 21 Unterarten der Klapperralle erstreckt sich von Kalifornien über Zentralamerika und die Karibik bis nach Südamerika:
- R. l. obsoletus – Zentralkalifornien, vor allem im Bereich der Bucht von San Francisco
- R. l. levipes – Zentralkalifornische Küste bis zum nördlichen Niederkalifornien
- R. l. yumanensis – Südosten Kaliforniens, Südliches Arizona und Nordwesten Mexikos
- R. l. beldingi – Südliches Niederkalifornien
- R. l. crepitans – Südliche Küste Connecticuts bis nordöstliches North Carolina
- R. l. waynei – Küste des Südostens von North Carolina bis zum östlichen Floridas
- R. l. saturatus – Golfküste vom Südwesten Alabamas bis zum Nordosten Mexikos (Tamaulipas).
- R. l. pallidus – Küste Yucatáns (südöstliches Mexiko)
- R. l. grossi – Quintana Roo (südöstliches Mexiko)
- R. l. belizensis – Ycacos Lagoon, Belize
- R. l. scotti – Küste Floridas
- R. l. insularum – Florida Keys
- R. l. coryi – Bahamas
- R. l. leucophaeus – Isla de la Juventud (bei Kuba)
- R. l. caribaeus – Kuba bis Puerto Rico und östliche Kleine Antillen bis Antigua, auch Guadeloupe
- R. l. cypereti – Küste vom Südwesten Kolumbiens (Nariño) über Ecuador bis zum Nordwesten Perus (Tumbes)
- R. l. phelpsi – Nordosten Kolumbiens bis zum Nordwesten Venezuelas
- R. l. margaritae – Isla Margarita (Venezuela).
- R. l. pelodramus – Trinidad
- R. l. longirostris – Küsten von Guyana, Surinam und Französisch-Guayana
- R. l. crassirostris – Küste Brasiliens vom Mündungsgebiet des Amazonas bis Santa Catarina

Klapperrallen leben am Wasser, vornehmlich in Salz- und Brackwassermarschen; in Kalifornien bevorzugt in sumpfigen Bereichen, die mit bestimmten Arten von Schlickgräsern (Spartina foliosa) oder Quellern bewachsen sind. Darüber hinaus sind sie in Mangroven sowie in tropischen und subtropischen Süßwassermarschen (vor allem im unteren Tal des Colorado River) anzutreffen.

## Fortpflanzung

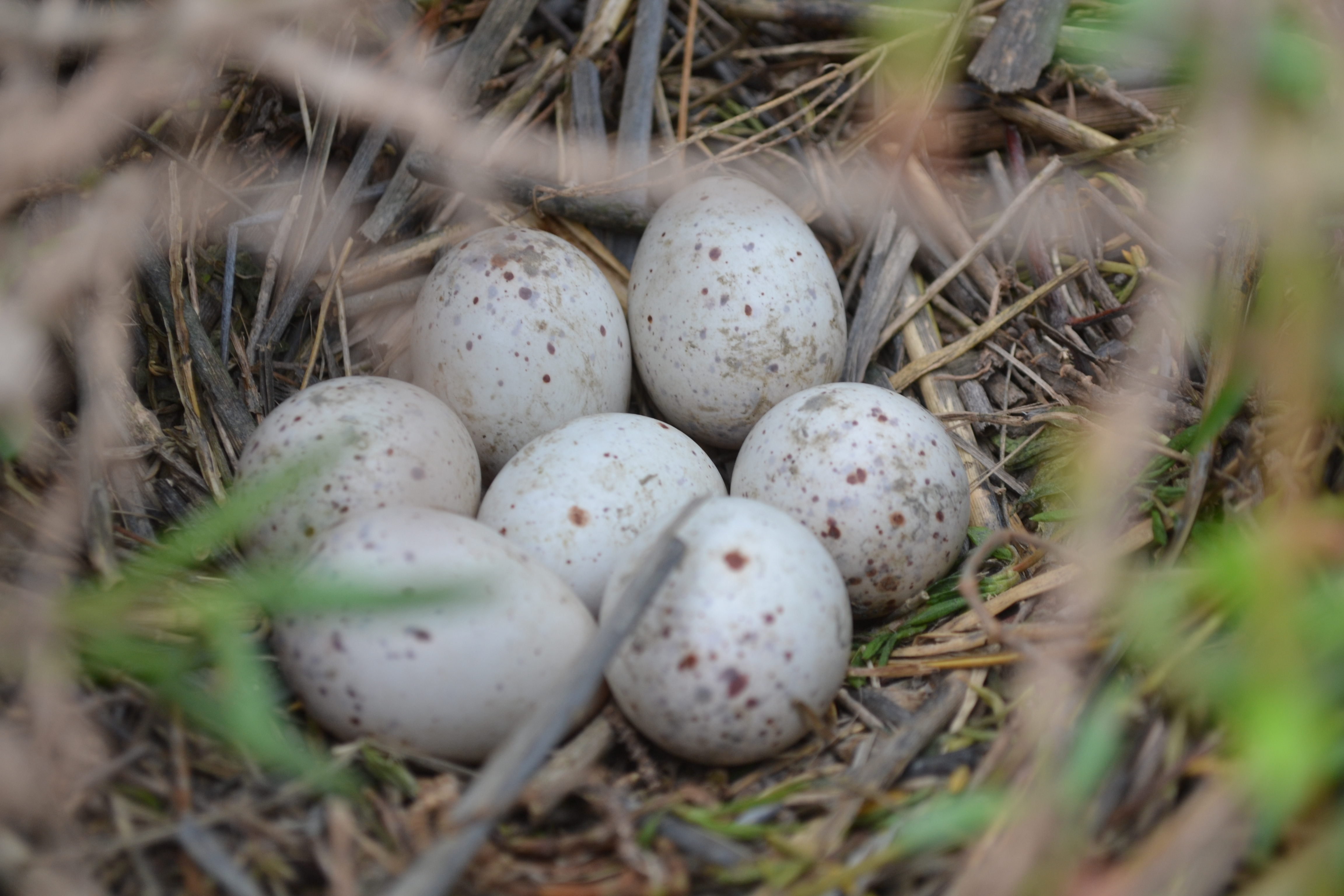
Gelege der Unterart R. l. levipes

Die Fortpflanzung der Tiere findet in den USA vornehmlich in den Monaten April bis Juni statt; in Mexiko im März; in Trinidad in den Monaten Mai bis Juni; in Venezuela im April. Als Nistmaterial für die in dichter Vegetation verborgenen Nester werden Binsen, Riedgras und Material von Sumpfpflanzen verwendet. Klapperrallen sind monogam und für die Brutzeit an einen Partner gebunden.
Die Gelege umfassen 2–16 Eier. Daten der Western Foundation of Vertebrate Zoology und des Laboratory of Ornithology an der Cornell University geben Aufschluss über die Unterschiede einzelner Unterarten im Hinblick auf die Größe der jeweiligen Gelege:
| Unterart         | Mittlere Gelegegröße | Spanne |
| ---------------- | -------------------- | ------ |
| R. l. obsoletus  | 8,3                  | 4–14   |
| R. l. levipes    | 7,3                  | 5–11   |
| R. l. yumanensis | 6,7                  | 3–7    |
| R. l. beldingi   | 6,4                  | 5–8    |
| R. l. crepitans  | 9,2                  | 4–16   |
| R. l. waynei     | 9,4                  | 5–15   |
| R. l. scotti     | 7,3                  | 2–11   |
| R. l. insularum  | 6,5                  | 6–7    |
| R. l. saturatus  | 9,5                  | 7–14   |
| R. l. caribaeus  | 6,5                  | 6–7    |

Nach einer Brutzeit von 18 bis 29 Tagen schlüpfen die Jungtiere. Als Nestflüchter verlassen die Jungen das Nest unmittelbar nach dem Schlüpfen, kehren aber in den folgenden Tagen meist nachts wieder zum Nest zurück. Über fünf bis sechs Wochen hinweg werden die Jungtiere von ihren Eltern gefüttert. Nach sieben bis acht Wochen ist das Federkleid voll ausgebildet und nach 10 Wochen sind die Jungtiere flügge.

## Nahrung und Nahrungserwerb

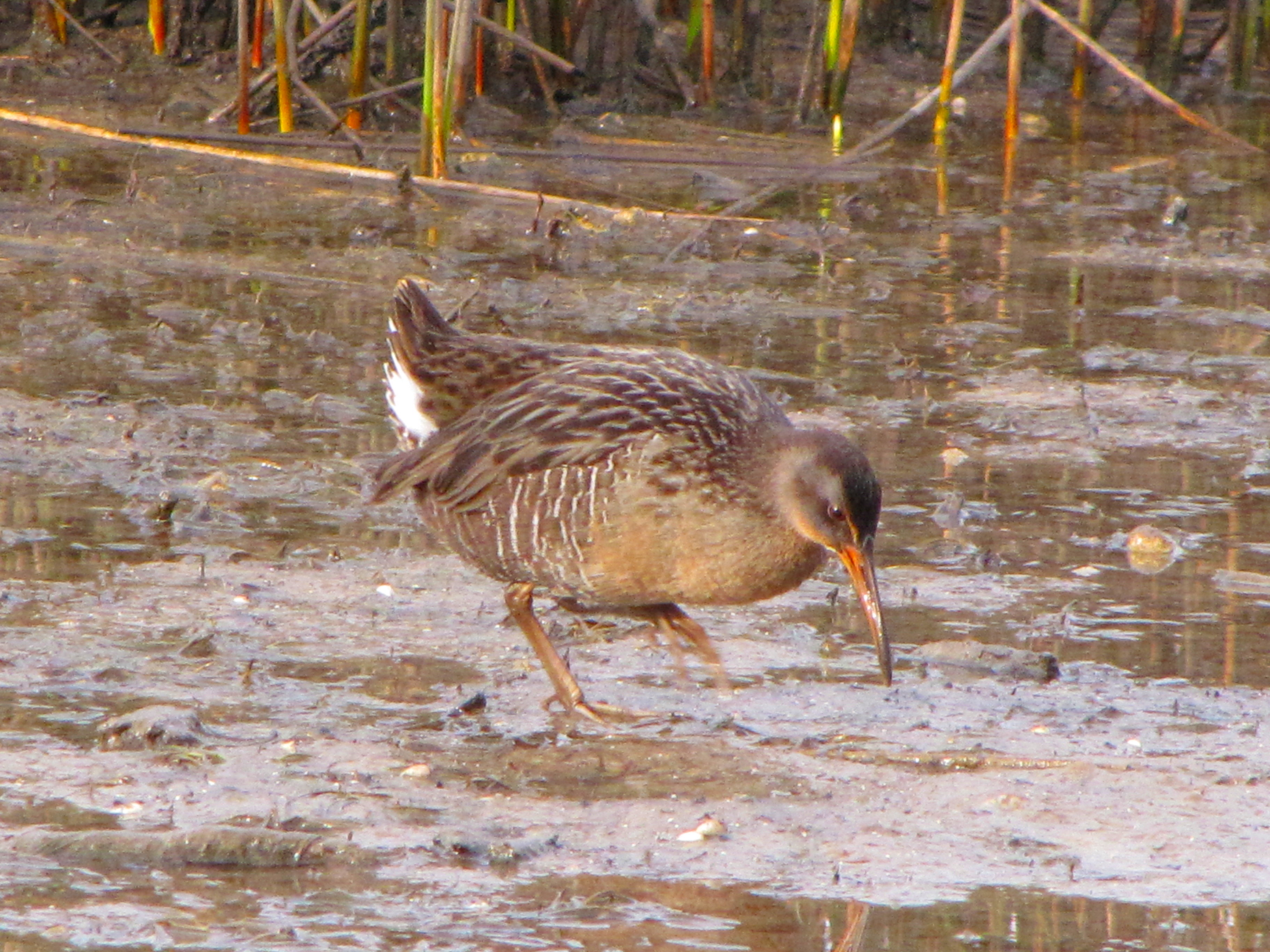
Eine Klapperralle in Florida bei der Nahrungssuche

Klapperrallen ernähren sich sowohl pflanzlich als auch tierisch. Als Opportunisten ziehen sie jeweils diejenige Nahrung vor, die ihnen gerade zur Verfügung steht. Zu ihrer tierischen Nahrung gehören Mollusken, Egel, Krebstiere, Wasserinsekten, Grashüpfer, Spinnen, kleine Fische, Kaulquappen, Frösche und Mäuse. Zur pflanzlichen Nahrung von Klapperrallen gehörten Samen, Beeren, grüne Pflanzenteile und Wurzelknollen. In den Wintermonaten besteht die Nahrung stärker aus pflanzlichen Bestandteilen als aus tierischen.
Zur Nahrungsaufnahme stochern Klapperrallen mit ihren langen Schnäbeln im schlammigen Grund nach Nahrung; bisweilen tauchen sie auch nach Nahrung. Die Nahrungssuche findet zumeist bei Ebbe statt, auch am Morgen und frühen Abend.

## Fressfeinde und Mortalitätsursachen
Obwohl bislang keine Studien zu diesem Thema vorliegen, wird vermutet, dass eine sehr hohe Anzahl von Klapperrallen-Küken Fressfeinden zum Opfer fällt. Von Fischkrähen (Corvus ossifragus) ist bekannt, dass sie die Eier der Klapperralle fressen, und von der Aztekenmöwe (Leucophaeus atricilla) weiß man, dass sie Eier aufpickt und Küken frisst. Während in Georgia der Waschbär als häufigster Nesträuber bekannt ist, werden die Eier der Klapperralle in Kalifornien unter anderem von der Wanderratte (Rattus norvegicus) und dem ursprünglich nicht heimischen Rotfuchs (Vulpes vulpes) gefressen.
Als Prädatoren adulter Tiere sind unter anderem Kanadareiher (Ardea herodias), Weißkopfseeadler (Haliaeetus leucocephalus), Kornweihen (Circus cyaneus), Wüstenbussarde (Parabuteo unicinctus), Rotschulterbussarde (Buteo lineatus), Rotschwanzbussarde (Buteo jamaicensis), Königsbussarde (Buteo regalis), Weißschwanzbussarde (Buteo albicaudatus), Wanderfalken (Falco peregrinus), Präriefalken (Falco mexicanus), Schleiereulen (Tyto alba), Virginia-Uhus (Bubo virginianus), Sumpfohreulen (Asio flammeus) und Kolkraben (Corvus corax) bekannt. Unter den Säugetieren treten vor allem Waschbären und Rotfüchse (in der Region um die Bucht von San Francisco) als Fressfeinde adulter Klapperrallen auf. Aber auch Amerikanische Nerze (Neovison vison), Kojoten (Canis latrans), Südopossums (Didelphis marsupialis), sowie Hunde und Katzen sind als Prädatoren adulter Tiere bekannt.
Weitere Mortalitätsursachen sind Gerippte Muscheln (Geukensia demissa) oder andere Muschelarten, die sich um die Zehen oder den Schnabel von Klapperrallen schließen und die Tiere entweder ertrinken oder verhungern lassen. Darüber hinaus sorgen Stürme für Verluste während der Nistsaison.

## Bestand und Bedrohung
Die IUCN sieht die Bestände der Klapperralle zurzeit nicht gefährdet (LC = least concern). Im Jahr 2012 wurde der Gesamtbestand an Klapperrallen grob auf 3.500–3.700 Individuen geschätzt, darunter 2.300–2.500 adulte Tiere.
In den USA sind drei Unterarten durch die Zerstörung ihrer Lebensräume durch den Menschen bedroht. Von der Unterart levipes wurden 1990 in den USA noch 190 Brutpaare und in Mexiko rund 240 Brutpaare gezählt. Von der Unterart obsoletus wurden 1991 noch rund 400 Brutpaare gezählt; insbesondere in der Gegend um die Bucht von San Francisco stehen die Lebensräume der Klapperralle unter einem ständigen Druck durch Urbanisierung. Von der Unterart yumanensis wurden 1992 im Delta des Colorado River noch rund 2.000 Tiere gezählt. In den Lebensräumen an der Küste des Golf von Mexiko stehen die Bestände zudem unter einem zusätzlichen Druck durch Bejagung.